# Sinne, Bârzula
Sinne (în ucraineană Сінне) este un sat în comuna Balta din raionul Bârzula, regiunea Odesa, Ucraina.

## Demografie
Componența lingvistică a comunei Sinne
     Ucraineană (97,64%)
     Rusă (2,08%)
     Alte limbi (0,28%)
Conform recensământului din 2001, majoritatea populației comunei Sinne era vorbitoare de ucraineană (97,64%), existând în minoritate și vorbitori de rusă (2,08%).